# Saint Louis (couraçado)
O Saint Louis foi um couraçado pré-dreadnought operado pela Marinha Nacional Francesa e a segunda embarcação da Classe Charlemagne, depois do Charlemagne e seguido pelo Gaulois. Sua construção começou em março de 1895 no Arsenal de Lorient e foi lançado ao mar em setembro de 1896, sendo comissionado em setembro de 1900. Era armado com uma bateria principal de quatro canhões de 305 milímetros em duas torres de artilharia duplas, tinha um deslocamento de mais de onze mil toneladas e conseguia alcançar uma velocidade máxima de dezoito nós.
O Saint Louis passou sua carreira em tempos de paz atuando na Esquadra do Mediterrâneo, realizando principalmente exercícios de rotina. Depois do começo da Primeira Guerra Mundial em julho de 1914, o navio escoltou comboios de tropas vindas do Norte da África e patrulhou o Mar Mediterrâneo. No início de 1915 participou de operações em suporte à Campanha de Galípoli e no final do ano foi transferido para Salonica, onde permaneceu até o fim da guerra. Foi brevemente usado como navio-escola e depois como alojamento flutuante, sendo por fim desmontado em 1933.

## Design e descrição
Saint Louis tinha 117,7 metros de comprimento total e tinha uma boca de 20,3 metros. Ele tinha um calado de 7,4 metros na proa e 8,4 metros na popa. Ele deslocava 11 275 toneladas em carga profunda. Sua tripulação era composta por trinta oficiais e 702 marinheiros como navio particular, ou 41 oficiais e 744 homens como nau capitânia da frota.
O navio usava três motores a vapor de expansão tripla vertical de quatro cilindros, um motor por eixo. Avaliado em 10 700 kilowatts, eles produziram onze mil kilowatts durante os testes de mar do navio usando vapor gerado por vinte caldeiras aquatubulares Belleville. O Saint Louis atingiu uma velocidade máxima de 18,5 nós (34,3 quilômetros por hora) em seus testes. Ele carregava um máximo de 1 050 toneladas de carvão, o que lhe permitia navegar por 3 600 milhas náuticas a uma velocidade de dez nós (dezenove quilômetros por hora).
O armamento principal de Saint Louis consistia em quatro de 305 milímetros Modèle 1893 de quarenta calibres, em duas torres de canhão duplo, uma à frente e outra à ré. O armamento secundário do navio consistia em dez canhões de 138 milímetros Modèle 1893, 45 calibres, oito dos quais foram montados em casamatas individuais e o par restante em montagens blindadas no convés do castelo de proa a meia-nau. Ele também carregava oito canhões de cem milímetros Modèle 1893, 45 calibres, em suportes blindados na superestrutura. As defesas antitorpedeiras do navio consistiam em vinte canhões QF 3-pounder Hotchkiss, quarenta calibres, montados em plataformas em ambos os mastros, na superestrutura, e em casamatas no casco. O Saint Louis tinha quatro tubos de torpedo de 450 milímetros, dois em cada lado. Dois deles estavam submersos, num ângulo de 20° em relação ao eixo do navio, e os outros dois estavam acima da linha d'água. Eles eram municiados com doze torpedos Modèle 1892. Como era comum nos navios de sua geração, ele foi construída com um aríete.
Os navios da classe Charlemagne transportavam um total de 820,7 toneladas de armadura Harvey. Eles tinham um cinturão de blindagem completo com linha d'água de 3,26 metros de altura. O cinto de armadura afunilava em sua espessura máxima de quatrocentos até uma espessura de 110 milímetros em sua borda inferior. O convés blindado era de 55 milímetros de espessura no plano e foi reforçado com placas adicionais de 35 milímetros onde se inclinava para baixo para encontrar o cinto blindado. As torres principais foram protegidas por 320 milímetros de blindagem e seus telhados eram de cinquenta milímetros de espessura. Suas barbetas tinham 270 milímetros de espessura. As paredes externas das casamatas para os canhões de 138 milímetros tinham 55 milímetros de espessura e eram protegidos por anteparas transversais com 150 milímetros de espessura. As paredes da torre de comando tinham 326 milímetros e seu telhado consistia em cinquenta milímetros de placas blindadas. Seu tubo de comunicações era protegido por placas de blindagem de duzentos milímetros.

## Construção e carreira

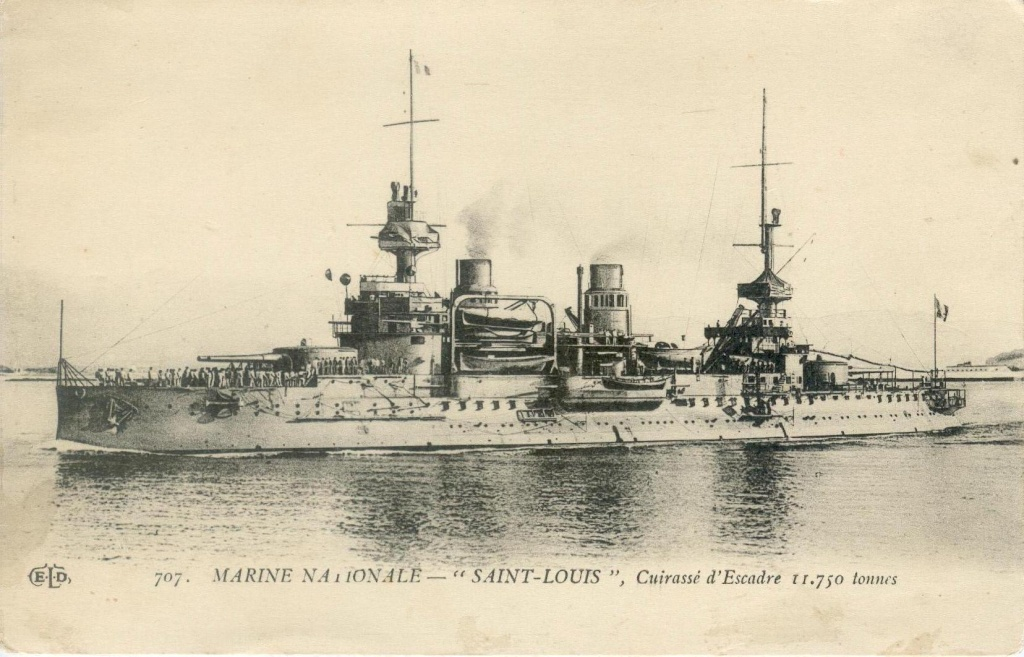
Vista de perfil de Saint Louis

O Saint Louis, em homenagem ao rei Luís IX, um santo católico, foi autorizado em 30 de setembro de 1895 como um dos três navios de guerra da classe Charlemagne. O navio foi batido no Arsenal de Lorient em 25 de março de 1895 e lançado em 2 de setembro de 1896. Ele foi comissionado em 1º de setembro de 1900 após completar seus testes no mar ao custo de 26 981 000 francos. Mesmo antes de Saint Louis ser formalmente comissionado, ele participou de uma revisão naval conduzida pelo Presidente da França, Émile Loubet, em Cherbourg, em julho de 1900.
O navio foi designado para a Esquadra do Mediterrâneo e chegou a Toulon no dia 24 de setembro. Saint Louis tornou-se a nau capitânia do esquadrão em 1º de outubro e manteve essa função até 24 de fevereiro de 1904. Ele transportou Louis André, o Ministro da Guerra e Jean de Lanessan, o Ministro da Marinha em suas viagens à Córsega e à Tunísia no final de outubro. No ano seguinte, Saint Louis e a Esquadra do Mediterrâneo participaram de uma revisão naval internacional do Presidente Loubet em Toulon com navios da Espanha, Itália e Rússia.
Em 25 de junho de 1903, o navio recebeu a bordo o rei Alfonso XIII da Espanha durante uma visita em Cartagena. Em abril de 1904, foi um dos navios que acompanhou o Presidente Loubet durante a sua visita de Estado à Itália. O Saint Louis visitou Marrocos em dezembro de 1906 e só regressou a Toulon no mês seguinte. Ele se tornou a nau capitânia da Segunda Divisão de Encouraçados em 18 de março e depois na nau capitânia da 4ª Divisão em 17 de abril de 1908. O navio foi brevemente transferido para a Esquadra do Norte (escadre du Nord), onde se tornou sua nau capitânia, em outubro de 1910, e participou de uma grande revisão naval do presidente Armand Fallières ao largo de Cap Brun em 4 de setembro de 1911. Dois dias depois, o Saint Louis foi atingido pelo destróier Poignard durante manobras ao largo de Hyères. Ele foi substituído como capitânia do Esquadrão Norte em 11 de novembro e iniciou os reparos, combinados com uma reforma, em Cherbourg. Isso foi concluído em abril de 1912 e o navio retomou seu papel como capitânia do esquadrão em 15 de abril.
Menos de dois meses depois, ele acidentalmente bateu e afundou o submarino Vendémiaire em 8 de junho, no Canal da Mancha, ao largo de Casquets, matando todos os 24 tripulantes do submarino. O Saint Louis foi transferido para a Esquadra do Mediterrâneo alguns meses depois e chegou a Toulon em 9 de novembro. Ele se tornou a nau capitânia da Segunda Divisão do Terceiro Esquadrão em 18 de março de 1913 e depois foi transferida para a Divisão Suplementar (division de Complement) e se tornou sua nau capitânia em 10 de fevereiro de 1914.

### Primeira Guerra Mundial
Juntamente com os antigos pré-dreadnoughts franceses, a primeira missão do navio na guerra foi escoltar comboios de tropas do Norte de África até a França. Em 23 de setembro, o Saint Louis recebeu ordens de ir a Porto Saíde para escoltar um comboio britânico que transportava tropas da Índia. Ele permaneceu em funções de escolta até novembro, quando recebeu ordens de ir aos Dardanelos para se proteger contra uma surtida do cruzador de batalha alemão Goeben. O navio permaneceu ali até janeiro de 1915, quando foi submetido a uma breve reforma em Bizerta. Após a sua conclusão, o Saint Louis foi enviado para o Mediterrâneo Oriental, onde se tornou a nau capitânia do recém-formado Esquadrão Sírio (esquadre de Syrie) em 9 de fevereiro. Estes navios destinavam-se a atacar posições e linhas de comunicação turcas na Síria, no Líbano, na Palestina e na Península do Sinai. O Saint Louis participou do bombardeio de Gaza e El Arish em abril, antes de ser transferido de volta para os Dardanelos em maio.
Por esta altura, porém, as operações navais limitavam-se a bombardear posições turcas em apoio às tropas aliadas. O navio tornou-se a nau capitânia do Esquadrão Dardanelos (esquadre des Dardanelos) em 26 de agosto, até ser substituído para uma grande reforma em Lorient em outubro. Quando a reforma foi concluída em maio de 1916, o Saint Louis foi enviado para Salônica, onde se juntou à esquadra francesa designada para evitar qualquer interferência dos gregos nas operações aliadas na Grécia, onde chegou em 22 de maio. Ele se tornou a nau capitânia da Divisão Naval Oriental (division navale d'Orient) em 26 de outubro, até ser transferido para Bizerta em fevereiro de 1917. O navio foi colocado na reserva em abril e lá permaneceu até janeiro de 1919, quando foi transferido para Toulon.
O Saint Louis foi desarmado e desativado em 8 de fevereiro e tornou-se um navio-escola para foguistas e engenheiros em Toulon. O navio foi descomissionado em 20 de junho de 1920, embora tenha sido convertido em casco de acomodação. O Saint Louis foi listado para alienação em 29 de junho de 1931, mas só foi comprado, por 600.230 francos, em 24 de maio de 1933.